# 大眼鰳
大眼鰳為輻鰭魚綱鲱形目鋸腹鰳科的其中一種，為熱帶海水魚，分布於印度太平洋半鹹水、海域，深度0-50公尺，體長可達28公分，棲息在沿海、河口水域，以甲殼類、魚類等為食，生活習性不明，可做為食用魚。

## 擴展閱讀
維基物種上的相關：大眼鰳